# Кранска гора
Кранска гора (на словенски: Kranjska Gora; на немски: Kronau) е населено място в Горна Крайна, Северозападна Словения, административен център на Община Кранска гора.

## География
Разположена е на река Сава между западните склонове на масива Караванкен на север и Юлийските Алпи на юг. Разстоянието до границата с Австрия е около 2,5 км, а до тази с Италия – 5 км.
Територията на общината обхваща територия по долината на река Сава във върхното течение. Включва селището Ратече и ски курорта Планица. Кранска гора е известна и като център за отдих и зимни спортове.
Има население от 1491 души (по приблизителна оценка от януари 2018 г.) от общо 5212 жители на общината.

## История
Кранска гора е град от 1844 г. През 1870-те става възел на железопътната линия Любляна – Тарвизио, закрит през 1966 г.

## Побратимени градове
- Васмьонстер, Белгия